# Landing Ship Tank

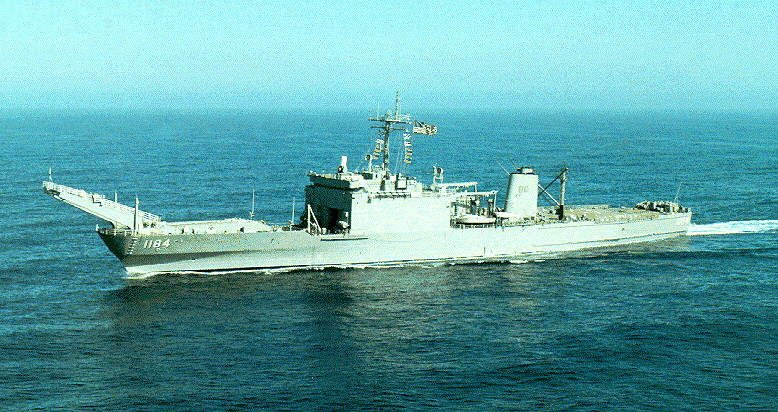
Un moderna LST, la USS Frederick (LST-1184) della Classe Newport

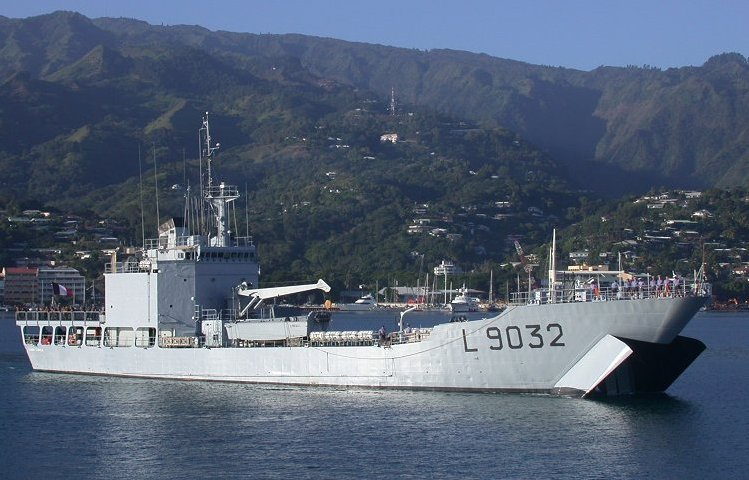
Una LST francese della Classe Champlain

Le Tank Landing Ship, dette anche Landing Ship Tank (LST), sono delle navi specializzate per le operazioni anfibie create durante la seconda guerra mondiale. Con queste navi vengono trasportati e fatti sbarcare direttamente sulla spiaggia veicoli e soldati, senza necessità di ulteriori attrezzature particolari. Furono più di mille le navi di questo tipo prodotte negli Stati Uniti durante il conflitto. Il termine LST nasce come hull classification symbol (simbolo di classificazione di scafo) dell'US Navy, ma è usato per estensione anche per indicare mezzi di questo tipo di marine di altre nazioni, sebbene le classificazioni locali siano tipicamente diverse.

## Introduzione
La necessità di una nave dalle dimensioni relativamente grandi capace di navigazione oceanica e, che nello stesso tempo rendesse possibile effettuare operazioni spiaggia-spiaggia, iniziò a maturare, nella Royal Navy, subito dopo la evacuazione delle truppe inglesi e francesi dalla spiaggia di Dunkerque, avvenuta nel 1940. Le prime LST furono ottenute dalla conversione di tre petroliere di medie dimensioni che in origine erano state costruite per navigare nelle ristrette acque del Lago di Maracaibo, in Venezuela. Il loro basso pescaggio le rendeva ideali quali prototipi di questa nuova classe di navi. La conversione riguardò la creazione a prua di una rampa di ingresso e sbarco che veniva chiusa con dei portelloni. Queste navi furono provate in azione durante l'operazione Torch – lo sbarco degli alleati sulle coste del Nord Africa avvenuto nel 1942.
L'idea per la creazione di queste nuove navi venne anche presentata durante la conferenza di Argentia, nella quale si incontrarono il Primo Ministro inglese Winston Churchill e il Presidente degli Stati Uniti Franklin Delano Roosevelt, tenutasi nell'agosto del 1941. Il risultato fu positivo tanto che nel novembre dello stesso anno una delegazione dell'Ammiragliato si recò negli USA per collaborare con il Navy Bureau of Ship (NBS) per confrontare le idee e cercare di giungere a una concretizzazione. La prima decisione che venne presa fu quella di affidare al NBS la responsabilità della progettazione. Pochi giorni dopo era già disponibile, a cura di John Niedermair, un primo abbozzo di progetto che divenne poi il disegno base degli oltre 1.000 LST costruiti nella seconda guerra mondiale. Il progetto per questa nave doveva soddisfare dei requisiti contrastanti. Infatti era richiesta sia la possibilità di navigazione sicura in acque profonde che un basso pescaggio per le operazioni di sbarco. Per riuscire a soddisfare questi due requisiti venne creato un sistema di zavorra che poteva venire riempita durante il viaggio ed eliminata per le operazioni in acque basse. Questo progetto iniziale venne inviato alla Royal Navy il 5 novembre 1941 e fu subito accettato. Ne seguì una richiesta per 200 LST da costruire negli USA e che la Gran Bretagna avrebbe acquisito nei termini della legge "affitti e prestiti".
La prima stesura del progetto definitivo indicava in 85 m (280 ft) la lunghezza della nave ma, nel gennaio 1942, il NBS propose di portare la lunghezza della nave a 100 m (328 ft). La larghezza sarebbe stata di 15 m (50 ft). Questo permise di portare l'ampiezza della rampa di sbarco da 3,7 m a 4,3 (da 12 a 14 FT) mettendo così in grado la nave di poter imbarcare tutti i veicoli alleati. Il pescaggio minimo sarebbe stato di 1,2 m (3,8 ft). Il progetto faceva in modo che la nave potesse effettuare le operazioni di sbarco viaggiando alta sull'acqua, in quanto riusciva a distribuire il peso su una grande superficie. Le possibilità di carico della nave erano di 1.900 t (2.100 ton). Il carico era disposto su due ponti. Il ponte inferiore, ponte carri, era al livello della rampa da cui sbarcavano i mezzi. Altri veicoli o carichi potevano essere ospitati sul ponte superiore, scoperto, e venivano spostati al ponte inferiore utilizzando un ascensore. Era previsto un sistema di ventilazione del ponte carri in modo da eliminare da questa zona i gas di scarico prodotti dai motori dei veicoli.
Sempre nel gennaio 1942 il primo modello in scala di LST venne sottoposto ai test nella David Taylor Model Baisin a Washington.

## Produzione
La produzione degli LST, insieme a quella di molto altro naviglio, venne autorizzata dal Congresso con tre atti in data 6 febbraio 1942, 26 maggio 1943 e 17 dicembre 1943. Al programma di costruzione degli LST venne assegnata subito una priorità talmente alta che per fare posto alla costruzione di queste navi venne rimossa anche la chiglia di una portaerei allora in costruzione. Il primo LST venne impostato il 10 giugno 1942 nel cantiere di Newport News, Va, e il primo LST standard venne varato nell'ottobre successivo. Alla fine del 1942 già 23 LST erano in costruzione o erano stati ordinati.
Il programma di costruzione di queste navi fu unico sotto molto aspetti. La stipula dei contratti e la costruzione iniziarono prima che venisse completato un vascello di prova. Gli ordini preliminari furono comunicati, in modo poco formale, verbalmente, telefonicamente o per posta aerea o telegramma. L'ordine di alcuni materiali precedette la conclusione del progetto. Gli impianti propulsivi furono forniti direttamente dalla Marina e l'insieme delle richieste venne gestito centralmente dalla Material Coordinating Agency (MCA), una direzione dello stesso NBS, evitando così di mettere in contrasto tra di loro i diversi fornitori o costruttori che partecipavano al programma. La MCA inoltre svolse una vigorosa azione di controllo sul materiale ordinato rendendo possibile il completamento delle costruzioni programmate in tempi record. L'alta priorità assegnata a questo programma, che la mantenne per tutta la durata della guerra, rese necessario anche la creazione di nuovi cantieri nei quali procedere alla costruzione. I cantieri navali, di solito situati lungo le coste, erano impegnati nella realizzazione di grandi navi per cui fu necessario installare nuovi cantieri lungo i fiumi, ben all'interno del territorio. In alcuni casi si convertirono in cantieri delle industrie pesanti. Il problema principale generato da questa dislocazione delle attività era dato dal trasferimento della nave dal cantiere al mare. L'ostacolo principale con il quale ci si doveva confrontare era costituito dai ponti. La Marina però riuscì a superare anche questo ostacolo, modificando i ponti esistenti. Inoltre creò un "Ferry Command" i cui equipaggi effettuarono materialmente i trasferimenti delle navi che in seguito sarebbero state completate sulla costa. Il successo di questi cantieri, quasi tutti situati nel Midwest degli USA, fu eccezionale.
Infatti dei 1.051 LST prodotti durante la guerra ben 670 furono realizzati in cantieri situati nell'interno. A partire dal 1943 il tempo di costruzione di un LST passò a quattro mesi e prima della fine della guerra questo tempo era sceso a due soli mesi. Parte di questo successo derivò dallo sforzo di mantenere il progetto della classe il più costante possibile ma, a partire dalla metà del 1943, l'esperienza operativa impose alcune modifiche. Sulle nuove navi venne eliminato l'ascensore e sostituito con una rampa che collegava il ponte superiore con quello inferiore, venne aumentato l'armamento di difesa, basato su cannoni da 40 mm (1,57 in), e venne aggiunto un sistema che trattava l'acqua di mare rendendola potabile. Inoltre il ponte principale venne rinforzato per poter ospitare un LCT completamente equipaggiato.

## Servizio nella Seconda guerra mondiale

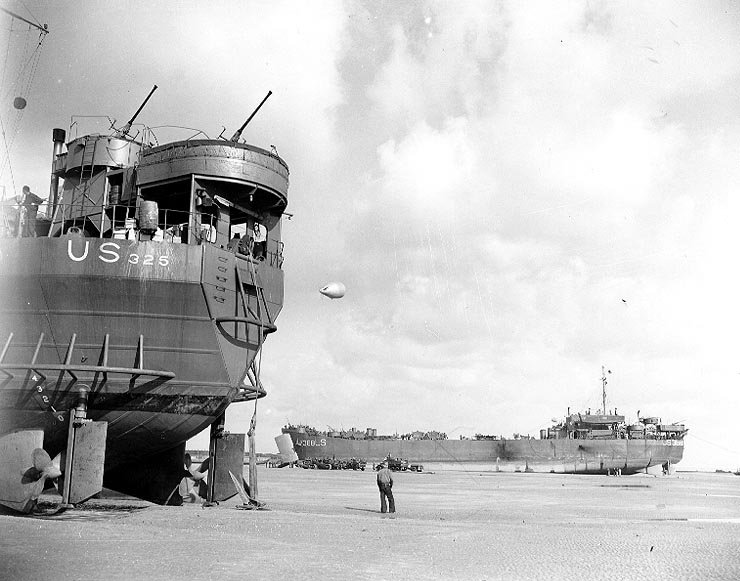
LST in opera durante lo sbarco in Normandia

L'esordio in combattimento delle navi avvenne durante la campagna delle Isole Salomone del giugno 1943 e proseguì per tutta la durata del conflitto. Gli LST parteciparono agli sbarchi in Sicilia (Sbarco in Sicilia), Salerno (Sbarco a Salerno), Anzio e Nettuno (Sbarco di Anzio), Normandia (Operazione Overlord) e Sud della Francia (Operazione Dragoon) nel settore europeo. Nel Pacifico vennero utilizzate intensamente in tutti gli sbarchi compresa la campagna delle Filippine e gli sbarchi a Iwo Jima e Okinawa.
Durante tutto il conflitto gli LST dimostrarono una notevole capacità di sopravvivenza ai colpi avversari. Nonostante alcuni membri dei loro equipaggi le avessero soprannominate, rifacendosi alla loro designazione, "Large Slow Target" (bersagli grandi e lenti) gli LST subirono poche perdite in proporzione al loro numero e soprattutto rispetto all'impiego al quale erano destinate. Il loro segreto era dato dalla loro struttura che le forniva di una resistenza e di una capacità di galleggiamento eccezionale. Solo 26 furono gli LST persi a causa del fuoco nemico mentre altre 13 andarono perse a causa del di avversità meteo o incidenti vari. Erano state ordinate 1.152 LST ma di queste ne verranno realizzate solo 1.051. Centotredici verranno assegnate alla Royal Navy e 4 alla Marina Militare Ellenica. Altre 116 verranno convertite e cambieranno la loro designazione.

## Versioni speciali
Durante la Seconda guerra mondiale verranno realizzate diverse conversioni di LST, che si dimostrarono essere navi molto versatili.
Trentotto verranno trasformate in navi ospedale. Il loro compito fu molto vasto e vennero spesso anche supportate da altre navi standard che, una volta sbarcato il loro carico, vennero utilizzate per l'evacuazione dei feriti dalle spiagge. Per esempio durante lo sbarco in Normandia gli LST trasportarono in Inghilterra 41.035 feriti.
Altre LST, provviste di gru aggiuntive, vennero utilizzate per la movimentazione e il rifornimento di munizioni alle navi più grandi. Infatti date le loro dimensioni potevano affiancarsi, contemporaneamente, a una corazzata o a un incrociatore anche tre di queste navi. Alcuni vennero convertiti in navi officina, con la designazione di ARL, per la riparazione degli LCT. Su queste navi vennero rimossi i portelloni e sigillata la prua. Furono inoltre dotati di macchinari aggiuntivi che permettessero il sollevamento e la riparazione degli LCT danneggiati. Operazione che poteva essere effettuata sia sul ponte superiore che in quello carri.
Un'altra modifica fu quella che trasformò gli LST in "Navi madri", quali caserme galleggianti, per ospitare i soldati. Vennero aggiunte delle strutture Quonset sul ponte superiore e dei letti nel ponte carri. Furono aggiunte 16 celle frigorifere e un forno. Vennero portate a quattro le unità di potabilizzazione dell'acqua. Il serbatoio della zavorra divenne il serbatoio dell'acqua. Così modificate potevano ospitare 40 ufficiali, nelle strutture poste sul ponte superiore, e 196 soldati nel ponte carri. Verso la fine della guerra alcune LST vennero dotate di un piccolo ponte di decollo per velivolo leggero da utilizzare per la ricognizione durante le operazioni anfibie.

## Sviluppi nel dopoguerra
Con la fine della seconda guerra mondiale la U.S. Navy si ritrovò in possesso di un vasto arsenale di navi anfibie. Centinaia di queste vennero demolite o affondate mentre altre furono sottoposte a processi di conservazione e poste in riserva per utilizzi futuri. Pertanto non ci fu un programma di vaste costruzioni nel dopoguerra. Infatti furono solo due gli LST di nuova costruzione, LST-1153 e LST-1154, ad entrare in servizio. Ordinate rispettivamente nel 1947 e nel 1949 furono le uniche LST dotate di turbine mai costruite dalla Marina. Queste navi assicurarono un incremento nelle capacità di manovra e nella capacità di carico.
Con lo scoppio della guerra di Corea (1951-1953) e il successo dello sbarco effettuato sulle spiagge di Inchon ritornò evidente, nella U.S. Navy, l'importanza di questa tipologia di navi. Si dimostrò infatti errata la convinzione, che circolava negli ambienti militari USA nel decennio che seguì la Seconda guerra mondiale, che con l'avvento delle armi atomiche le operazioni anfibie, e non solo quelle in quanto venne messa in discussione anche l'esistenza stessa della U.S. Navy, fossero ormai relegate ai libri di storia. Vennero quindi ordinate e realizzate 15 nuove navi, che in seguito, dal 1º luglio 1955, verranno denominate, utilizzando nomi di contee, come classe Terrebone Parish. Queste nuove navi erano dotate di quattro motori diesel, in luogo dei due degli LST precedenti, la velocità massima raggiungeva i 15 nodi.
Vennero armate con coppie di cannoni da 88 mm (3.50 in). Furono montate eliche a passo variabile che permisero di migliorare le prestazioni di allontanamento dalla spiaggia dopo lo scarico dei mezzi.
Verso la fine degli anni cinquanta furono costruiti altri sette nuovi LST, classe De Soto County. Queste navi erano una versione ulteriormente migliorata dei primi LST. Si distinguevano per l'elevata abitabilità che garantivano all'equipaggio e alla truppe imbarcate. Si possono considerare lo sviluppo finale al quale poteva giungere il concetto originario degli LST.

## Sviluppi attuali
Con l'ordine per l'USS Newport (LST-1179) (Classe Newport), avvenuto nel luglio del 1969 venne introdotto un nuovo concetto di LST. Prima di una classe di 20 esemplari queste nuove navi erano capaci di raggiungere i 20 nodi di velocità massima. Per ottenere queste prestazioni venne introdotta una prua ribaltabile che garantiva una tenuta migliore rispetto ai precedenti portelloni. Lo sbarco avveniva attraverso una rampa lunga 34 m (112 ft) che veniva operata da sopra la prua stessa e sostenuta da due bracci. Un ingresso posteriore permetteva di lanciare o caricare veicoli anfibi o altre imbarcazioni quali le LCU (Landing Craft Utility) direttamente dall'acqua oppure attraverso una rampa.
Attualmente, queste navi sono capaci di operare con gli odierni, e veloci, gruppi anfibi di LHA, LPD e LSD. La classe Newport permette il trasporto di carri armati, veicoli o equipaggiamenti pesanti direttamente sulla spiaggia, garantendo il futuro di questa tipologia di navi.

## Tipi
Quattro tipi di LST sono stati realizzati tra il 1941 e il 1971:
Prototypeconversione di una nave britannica, 1 unità.
Type 1 / LST Mk.1costruiti in Inghilterra, in 2 serie di 3 unità ciascuna, nel 1941/'43.
classe Maracaibo (3 unità: Misoa, Tasajera, Bachaquero)
classe Boxer (3 unità: Boxer, Bruiser, Thruster)
Type 2 / LST Mk.2costruiti negli Stati Uniti, divisi in 7 classi (vedi US Navy e navsource) per complessivamente 1096 unità (su 1198 pianificate), le prime 3 classi (1052 unità + 100 cancellate) furono costruite durante la seconda guerra mondiale e le altre quattro classi (44 unità + 2 cancellate) nel dopoguerra.
LST-1 - 390 unità realizzate e 100 cancellate
LST-491 - 50 unità realizzate
LST-542 - 612 unità realizzate
1052 unità realizzate e 100 cancellate (1152 unità pianificate)
LST-1153 - 2 unità realizzate e 1 cancellata
LST-1156 - 15 unità realizzate
LST-1171 - 7 unità realizzate e 1 cancellata
LST-1179 - 20 unità realizzate
44 unità realizzate e 2 cancellate (46 unità pianificate)
1096 unità realizzate e 102 cancellate (1198 unità pianificate)
Type 3 / LST Mk.3costruiti nel Commonwealth (Inghilterra e Canada), 61 unità costruite, nel 1944/'45.
LST-3001 → LST-3045 costruiti nel Regno Unito, 45 unità pianificate, 35 costruite e 10 cancellate
LST-3501 → LST-3037 costruiti nel Canada, 37 unità pianificate, 26 costruite e 11 cancellate

## Caratteristiche
|                                 | Royal Navy         | Royal Navy     | Royal Navy | U.S. Navy | U.S. Navy | U.S. Navy             | U.S. Navy |
| Tipo / Classe                   | LST Mk.1 Maracaibo | LST Mk.1 Boxer | LST Mk.3   | LST-1     | LST-491   | LST-542 Chelan County |           |
| ------------------------------- | ------------------ | -------------- | ---------- | --------- | --------- | --------------------- | --------- |
| Foto                            |                    |                |            |           |           |                       |           |
| Unità                           | 3                  | 3              | 61         | 390       | 50        | 612                   |           |
| Lunghezza (m)                   | 116                | 119            | 105,9      | 100       | 100       | 100                   |           |
| Larghezza (m)                   | 19,5               | 15             | 16,8       | 15        | 15        | 15                    |           |
| Pescaggio (m)                   | 4,6                | 5,6            | 3,79       | 4,29      | 4,29      | 4,29                  |           |
| Dislocamento (t)                | 3.800              | 3.678          | 2.300      | 1.651     | 1.651     | 1.651                 |           |
| Dislocamento a pieno carico (t) |                    | 5.479          | 4.980      | 4.145     | 3.698     | 4.145                 |           |
| Capacità di carico (t)          |                    |                |            |           |           |                       |           |
| Equipaggio                      |                    |                |            |           |           |                       |           |
| Propulsione                     |                    |                |            |           |           |                       |           |
| Velocità (km/h)                 | 22,2               | 33             | 13,5       | 22        | 22        | 22                    |           |
| Armamento                       |                    |                |            |           |           |                       |           |

|                                 | U.S. Navy              | U.S. Navy                  | U.S. Navy               | U.S. Navy        |  |  |
| Tipo / Classe                   | LST-1153 Talbot County | LST-1156 Terrebonne Parish | LST-1171 De Soto County | LST-1179 Newport |  |  |
| ------------------------------- | ---------------------- | -------------------------- | ----------------------- | ---------------- |  |  |
| Foto                            |                        |                            |                         |                  |  |  |
| Unità                           | 2                      | 15                         | 7                       | 20               |  |  |
| Lunghezza (m)                   | 100                    | 117                        | 136                     | 159              |  |  |
| Larghezza (m)                   | 16                     | 16,7                       | 19                      | 21,34            |  |  |
| Pescaggio (m)                   | 4,6                    | 5,18                       | 5,08                    | 5,97             |  |  |
| Dislocamento (t)                |                        | 2.590                      | 3.617                   | 4.808            |  |  |
| Dislocamento a pieno carico (t) | 6.096                  | 5.800                      | 7.949                   | 7.976            |  |  |
| Capacità di carico (t)          |                        |                            |                         |                  |  |  |
| Equipaggio                      |                        |                            |                         |                  |  |  |
| Propulsione                     |                        |                            |                         |                  |  |  |
| Velocità (km/h)                 | 26                     | 26                         | 32,4                    | 39,8             |  |  |
| Armamento                       |                        |                            |                         |                  |  |  |

## Unità

### Royal Navy
Type 1 / LST Mk.1
1. HMS Misoa (F117)
2. HMS Tasajera (F125)
3. HMS Bachaquero (F110)
4. HMS Boxer
5. HMS Bruiser
6. HMS Thruster

Type 2 / LST Mk.2
- 113 (o 115) LST Mk.2 della US Navy furono trasferite alla Royal Navy secondo i termini del Lend-Lease Act.

Type 3 / LST Mk.3
1. LST 3001
2. LST 3002
3. LST 3003 Anzio
4. LST 3006 Tromsø
5. LST 3007
6. LST 3008
7. LST 3009
8. LST 3010 Attacker
9. LST 3011 Avenger
10. LST 3012 Ben Nevis
11. LST 3013 Ben Lomond
12. LST 3014
13. LST 3015 Battler
14. LST 3016 Dieppe
15. LST 3017
16. LST 3019 Vaagso
17. LST 3020
18. LST 3021
19. LST 3022
20. LST 3024
21. LST 3025 Bruiser
22. LST 3026 Charger
23. LST 3027 Lofoten
24. LST 3028
25. LST 3029 Chaser
26. LST 3031
27. LST 3033
28. LST 3035
29. LST 3036 Puncher
30. LST 3037
31. LST 3038 Fighter
32. LST 3041 Hull
33. LST 3042 Hunter
34. LST 3043 Messina
35. LST 3044 Narvik
36. LST 3501
37. LST 3502
38. LST 3503
39. LST 3504 Pursuer
40. LST 3505 Ravager
41. LST 3506
42. LST 3507
43. LST 3508 Searcher
44. LST 3509
45. LST 3510 Slinger
46. LST 3511 Reggio
47. LST 3512
48. LST 3513 Salerno
49. LST 3514 Smiter
50. LST 3515 Stalker
51. LST 3516 Striker
52. LST 3517 St Nazaire
53. LST 3518 Sulva
54. LST 3519
55. LST 3520 Thruster
56. LST 3522 Tracker
57. LST 3523 Trouncer
58. LST 3524 Trumpeter
59. LST 3525 Walcheren
60. LST 3532 Zeebrugge
61. LST 3534

### United States Navy
Type 2 / LST Mk.2
Classe LST 1
1. USS Alameda County (LST-32)
2. LST 47 NO NAME
3. LST 117 NO NAME
4. LST 176 NO NAME
5. LST 218 NO NAME
6. LST 222 NO NAME
7. LST 227 NO NAME
8. LST 230 NO NAME
9. LST 276 NO NAME
10. LST 277 NO NAME
11. LST 287 NO NAME
12. LST 288 BERKSHIRE COUNTY
13. LST 325 NO NAME
14. LST 344 BLANCO COUNTY
15. LST 349 USS LST-349 NO NAME
16. LST 388 NO NAME
17. LST 456 NO NAME
18. LST 488 NO NAME

Classe LST 491
1. LST 491 NO NAME
2. LST 509 BULLOCH COUNTY
3. LST 515 CADDO PARISH
4. LST 519 CALHOUN COUNTY
5. LST 525 CAROLINE COUNTY
6. LST 530 NO NAME
7. LST 532 CHASE COUNTY
8. LST 533 CHEBOYGAN COUNTY

Classe LST 542
1. LST 546 NO NAME
2. LST 550 NO NAME
3. LST 566 NO NAME
4. LST 572 NO NAME
5. LST 579 NO NAME
6. LST 581 NO NAME
7. LST 583 CHURCHILL COUNTY
8. LST 587 NO NAME
9. LST 590 NO NAME
10. LST 601 CLARKE COUNTY
11. LST 603 COCONINO COUNTY
12. LST 607 NO NAME
13. LST 613 NO NAME
14. LST 623 NO NAME
15. LST 626 NO NAME
16. LST 629 NO NAME
17. LST 630 NO NAME
18. LST 643 NO NAME
19. LST 649 NO NAME
20. LST 664 NO NAME
21. LST 692 DAVIESS COUNTY
22. LST 715 DE KALB COUNTY
23. LST 722 DODGE COUNTY
24. LST 735 DUKES COUNTY
25. LST 758 DUVAL COUNTY
26. LST 762 FLOYD COUNTY
27. LST 819 HAMPSHIRE COUNTY
28. LST 822 HARRIS COUNTY
29. LST 824 HENRY COUNTY
30. LST 825 HICKMAN COUNTY
31. LST 836 HOLMES COUNTY
32. LST 839 IREDELL COUNTY
33. LST 848 JEROME COUNTY
34. LST 854 KEMPER COUNTY
35. LST 901 LITCHFIELD COUNTY
36. LST 905 MADERA COUNTY
37. LST 980 MEEKER COUNTY
38. LST 983 MIDDLESEX COUNTY
39. LST 1010 NO NAME
40. LST 1066 NEW LONDON COUNTY
41. LST 1067 NYE COUNTY
42. LST 1069 ORLEANS PARISH
43. LST 1072 NO NAME
44. LST 1073 OUTAGAMIE COUNTY
45. LST 1076 PAGE COUNTY
46. LST 1077 PARK COUNTY
47. LST 1082 PITKIN COUNTY
48. LST 1083 PLUMAS COUNTY
49. LST 1084 POLK COUNTY
50. LST 1088 PULASKI COUNTY
51. LST 1096 ST CLAIR COUNTY
52. LST 1122 SAN JOAQUIN COUNTY
53. LST 1123 SEDGWICK COUNTY
54. LST 1141 STONE COUNTY
55. LST 1146 SUMMIT COUNTY
56. LST 1148 SUMMER COUNTY
57. LST 1150 SUTTER COUNTY

Classe LST 1153/Classe Talbot County
1. LST 1153 TALBOT COUNTY
2. LST 1154 TALLAHATCHIE COUNTY (reclassified AVB-2)

Classe LST 1156/Classe Terrebonne Parish
1. LST 1156 TERREBONNE PARISH
2. LST 1157 TERRELL COUNTY
3. LST 1158 TIOGA COUNTY
4. LST 1159 TOM GREEN COUNTY
5. LST 1160 TRAVERSE COUNTY
6. LST 1161 VERNON COUNTY
7. LST 1162 WAHKIAKUM COUNTY
8. LST 1163 WALDO COUNTY
9. LST 1164 WALWORTH COUNTY
10. LST 1165 WASHOE COUNTY
11. LST-1166 WASHTENAW COUNTY (reclassified MSS-2)
12. LST 1167 WESTCHESTER COUNTY
13. LST 1168 WEXFORD COUNTY
14. LST 1169 WHITFIELD COUNTY
15. LST 1170 WINDHAM COUNTY

Classe LST 1171/Classe De Soto County (Classe Grado)
1. LST 1171 DE SOTO COUNTY  (Grado (L 9890))
2. LST 1173 SUFFOLK COUNTY
3. LST 1174 GRANT COUNTY
4. LST 1175 YORK COUNTY  (Caorle (L 9891))
5. LST-1176 GRAHAM COUNTY (reclassified AGP-1176)
6. LST 1177 LORAIN COUNTY
7. LST 1178 WOOD COUNTY

Classe LST 1179/Classe Newport
1. LST 1179 NEWPORT
2. LST 1180 MANITOWOC
3. LST 1181 SUMTER
4. LST 1182 FRESNO
5. LST 1183 PEORIA
6. LST 1184 FREDERICK
7. LST 1185 SCHENECTADY
8. LST 1186 CAYUGA
9. LST 1187 TUSCALOOSA
10. LST 1188 SAGINAW
11. LST 1189 SAN BERNARDINO
12. LST 1190 BOULDER
13. LST 1191 RACINE
14. LST 1192 SPARTANBURG COUNTY
15. LST 1193 FAIRFAX COUNTY
16. LST 1194 LA MOURE COUNTY
17. LST 1195 BARBOUR COUNTY
18. LST 1196 HARLAN COUNTY
19. LST 1197 BARNSTABLE COUNTY
20. LST 1198 BRISTOL COUNTY

### ВМФ CCCP / ВМФ России
La denominazione russa delle Landing Ship Tank (LST) è in russo Большой десантный корабль?, Bolʹšoj desantnyj korablʹ (in russo БДК?, BDK)
Progetto 775 classe Ropucha
12 navi prima serie 775
13 navi seconda serie 775/II
3 navi terza serie 775/III
Progetto 778
2 navi cancellate
Progetto 1171 classe Alligator
4 navi prima serie
2 navi seconda serie
6 navi terza serie
2 navi quarta serie (+1 nave cancellata)
Progetto 11711 classe Ivan Gren
1. Ivan Gren
2. Pyotr Morgunov

Progetto 1174 classe Ivan Rogov (Progetto 1174)
1. Ivan Rogov
2. Alexandr Nikolaev
3. Mitrofan Moskalenko

### Marine nationale
La denominazione francese delle Landing Ship Tank (LST) è Bâtiment de Débarquement de Chars (BDC)
LST (ex US Navy) classe Laïta
1. Liamone (L9000) (ex LST-326)
2. Laita (L9001) (ex LST-177)
3. Orne (L9002) (ex LST-508)
4. Vire (L9003) (ex LST-347)
5. Rance (L9004) (ex LST-223)
6. Odet (L9005) (ex LST-815)
7. Cheliff (L9006) (ex LST-874)
8. Adour (L9007) (ex LST-860)
9. Golo (L9008) (ex LST-973)
10. Vulcain (A656) (ex LST-490)
11. 382 Paillotte (ex LST-382)

BDC classe Trieux
1. Argens (L9003)
2. Bidassoa (L9004)
3. Blavet (L9009)
4. Dives (L9008)
5. Trieux (L9007)

BATRAL classe Champlain
1. Champlain (L 9030)
2. Francis Garnier (L 9031)
3. Dumont d'Urville (L 9032)
4. Jacques Cartier (L 9033)
5. La Grandière (L 9034)

### Marina militare
Le Landing Ship Tank (LST) della Marina militare italiana
Classe LST 1
1. Anteo (A 5306)/(L 9869) (ex USS Alameda County (LST-32))

Classe Grado (ex classe LST 1171/De Soto County)
1. Grado (L 9890) (ex USS De Soto County (LST-1171))
2. Caorle (L 9891) (ex USS York County (LST-1175))